# Амальфи
Ама́льфи (итал. Amalfi) — приморский город у Салернского залива в итальянской провинции Салерно, местопребывание архиепископа и столица средневековой морской республики. Находится на Амальфийском побережье, являющемся памятником Всемирного наследия ЮНЕСКО.

## История

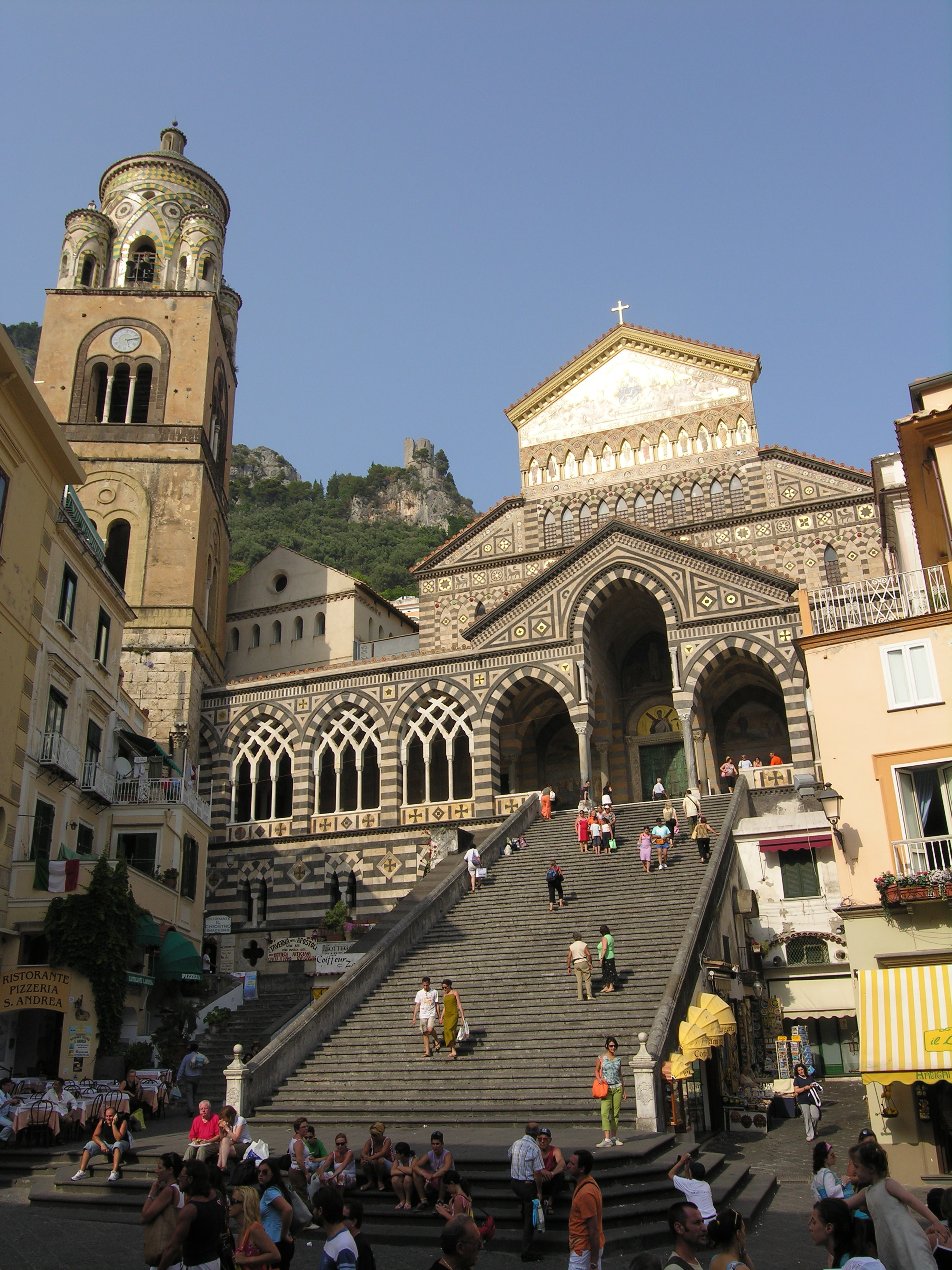
Собор святого апостола Андрея. Двери собора, отлитые из бронзы, были подарены жителям Амальфи византийским императором в XI веке

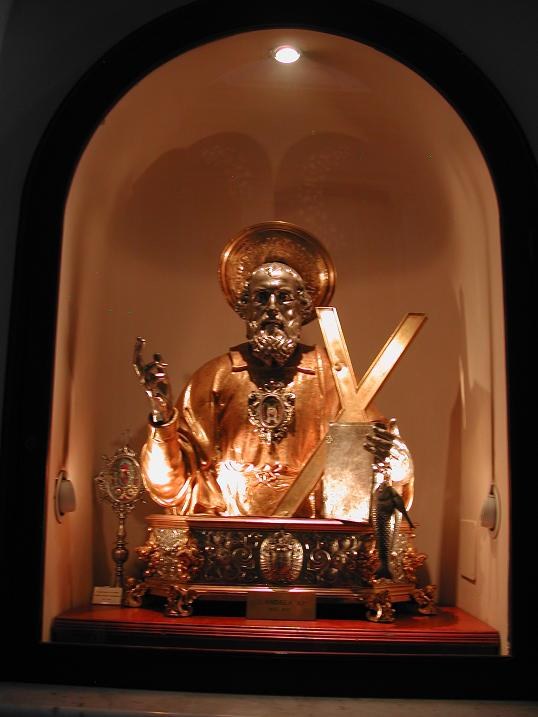
Серебряный бюст святого апостола Андрея, Собор Амальфи

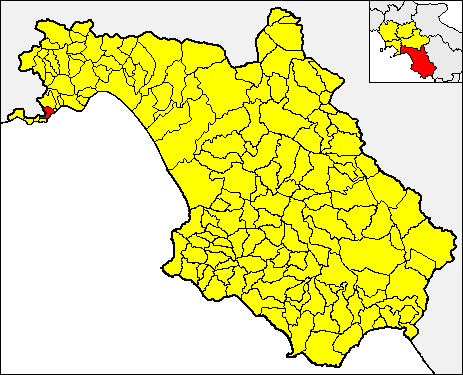
Расположение коммуны Амальфи в провинции Салерно

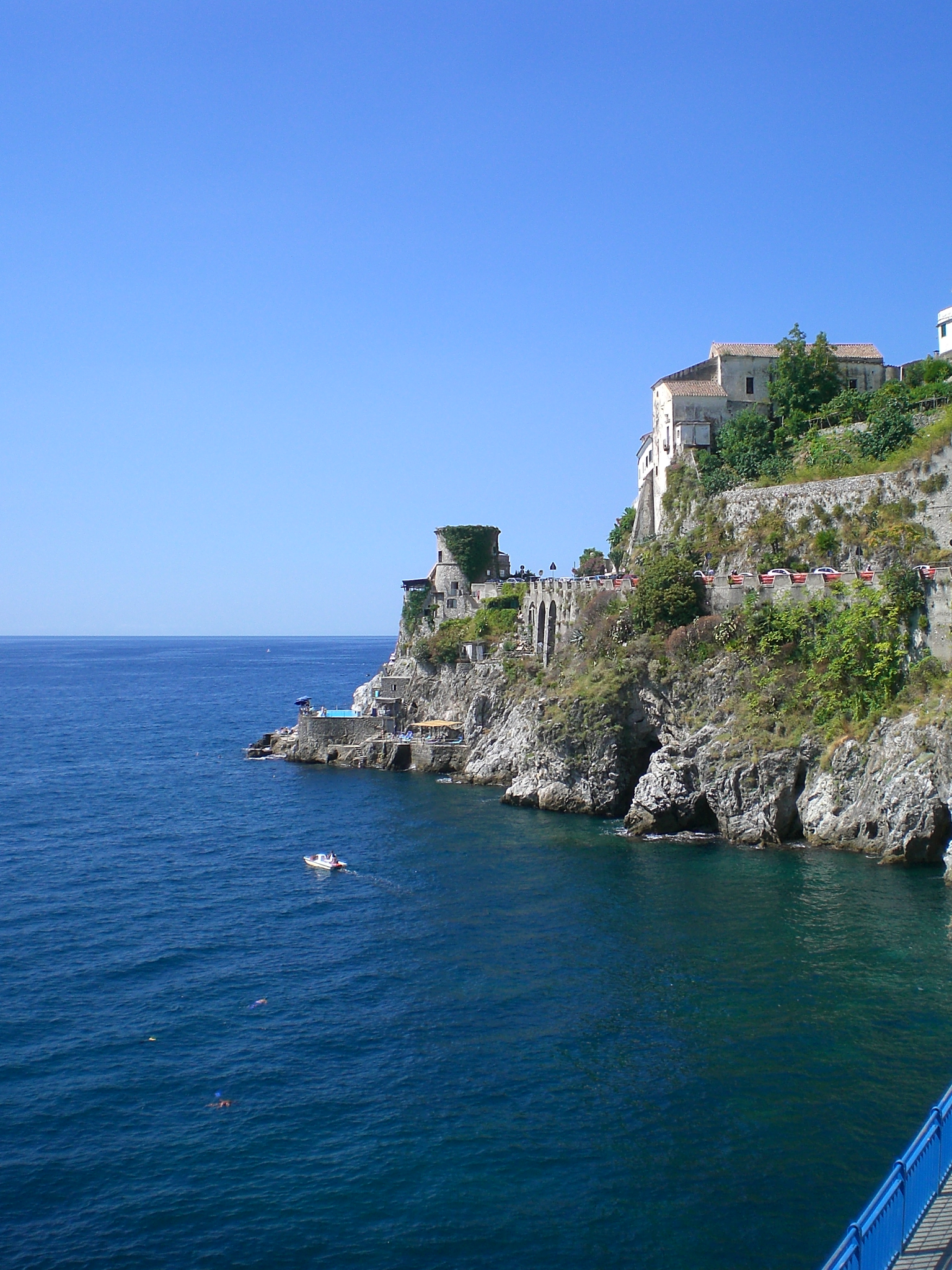
Сарацинская башня Луны

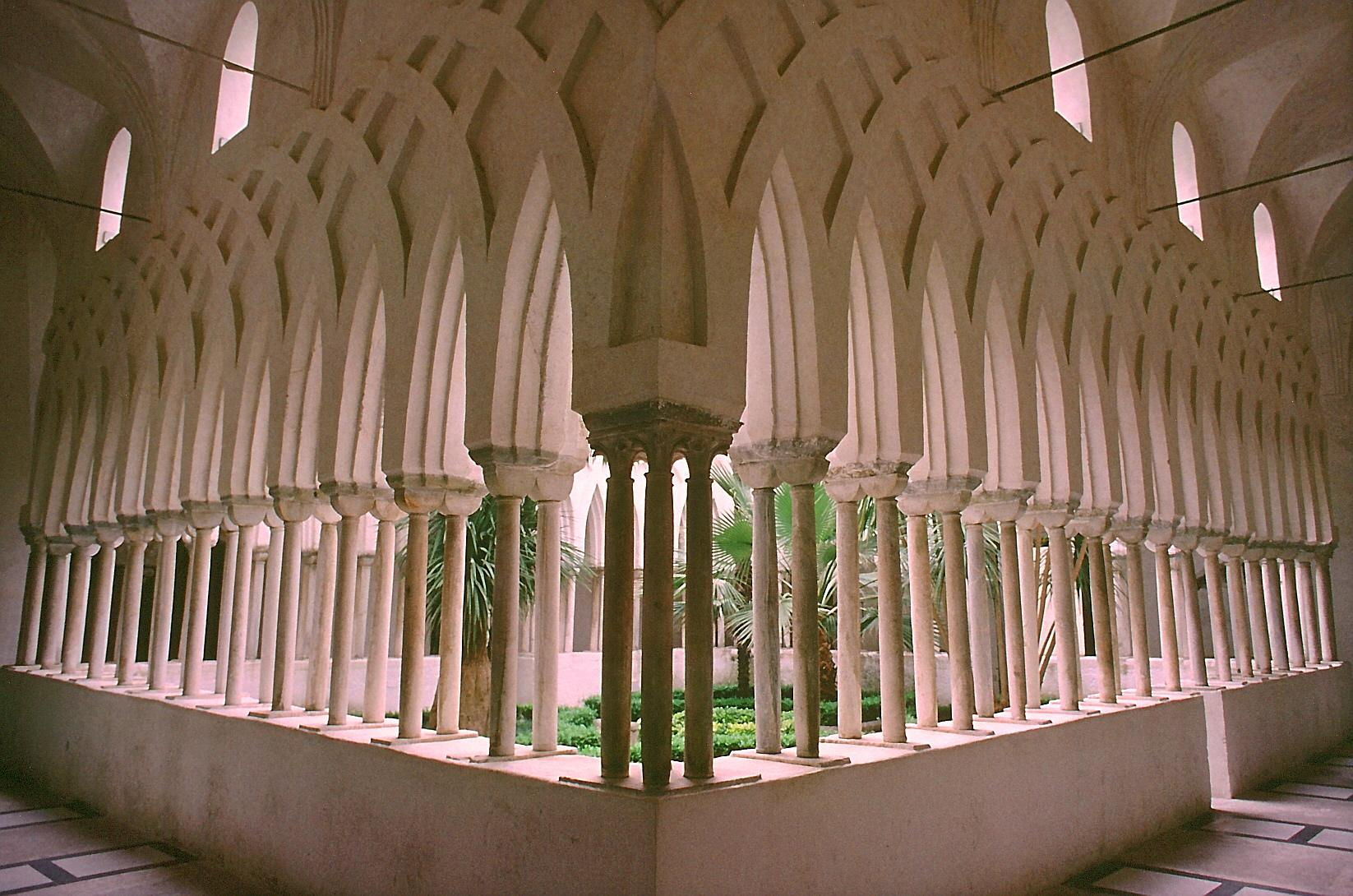
Музей Кьостро дель Парадизо

Город Амальфи, как полагают, основан в IV веке Константином Великим. В эпоху лангобардов это уже была богатая, благодаря своей морской торговле, и могущественная община с республиканским устройством, во главе которой стояли избираемые общиной пожизненные князья, сначала носившие название консулов, потом графов и, наконец, герцогов. Начиная с IX века здесь правил род старейших герцогов Амальфи, родоначальником которого был Манзус Фузулус (892—908). После прекращения его рода Амальфи перешёл к герцогу Гизульфу Салернскому, а в 1077 году был присоединён Робертом Гвискаром к своим владениям (Апулия и Калабрия). Морское право Амальфи главенствовало в Италии до 1570 года.
С тех пор город этот, в эпоху своего процветания насчитывавший 50 тысяч жителей и тягавшийся с Генуей и Пизой за звание главного порта Италии, мало-помалу пришёл в упадок, пока вследствие завоевания норманнами в 1100 году и разграбления пизанцами в 1135 и 1137 годах совершенно не потерял своего значения. Хотя герцогство впоследствии опять было восстановлено и перешло во владение сначала князя Орсини Салернского, потом Антонио Пикколомини, племянника папы Пия II, а в середине XVII века Октавия Пикколомини, тем не менее, город уже не мог вернуть себе прежнего значения. Главным занятием населения стали служить мореплавание и рыболовство, а также производство бумаги, фирменного ликёра лимончелло и превосходных макарон. Амальфи был соединён живописно проложенной дорогой длиною в 25 км (законченной в 1852 году) с Виетри-суль-Маре и Салерно.
В 1343 году прибрежная часть города была разрушена морской бурей. Герцогство пришло в упадок и было поглощено княжеством Салерно.

## Достопримечательности
Город расположен по склону скалы, так что дома соединяются друг с другом высеченными в скале лестницами, в то время как крыши служат садами. Среди всего этого сплетения домов, лестниц, проходов, мостов и скал повсюду пробивается самая роскошная растительность, состоящая из винограда, апельсинных, лимонных и оливковых деревьев. Находящийся здесь собор Святого Андрея построен в редчайшем нормано-византийском стиле и хранит мощи апостола Андрея Первозванного, почитаемого покровителем города, чем издавна привлекает огромное количество паломников-христиан. Бронзовые двери собора были выкованы в Константинополе около 1065 года, а кампанила пристроена в 1180—1276 годах. Рядом с собором — ажурные готические пролёты Chiostro del Paradiso (1266—1268), выше на скале — бывший монастырь капуцинок (1212).